# 纓鰓蟲目
纓鰓蟲目是環節動物多毛綱之下的一個目。本目物種皆為濾食性動物，沒有口器。
其口前葉已跟圍口節融合，還有一環羽毛狀的覓食觸手。生活於以沙泥及貝殼碎屑製的皮革質的棲管。

## 分類
纓鰓蟲目原來是管觸鬚下綱的前身管觸鬚目之下三個亞目之一。升格為目之後，Spirorbidae降格成為了龍介蟲科之下的一個亞科，餘下四個科在目裡。後來另外兩個門合併降格成為西伯加蟲科，再加上缨鳃虫科旗下的豆纓蟲亞科升格成為豆纓蟲科，合共六個科，分別如下：
- 豆纓蟲科（Fabriciidae Rioja, 1923）
- 欧文虫科（Oweniidae Rioja, 1917）：2属4种
- 帚毛虫科（Sabellariidae Johnston, 1865）：2亚科5属13种
- 缨鳃虫科（Sabellidae Latreille, 1825）：原有2亚科20属64种，現時只餘下一個亞科（缨鳃虫亚科，Sabellinae）。
- 龍介蟲科（Serpulidae Rafinesque, 1815）：3亚科23属98种
- 西伯加蟲科（Siboglinidae Caullery, 1914）